# Битка код Микале
Битка код Микале била је једна од две велике битке, којима је окончана персијска инвазија Грчке током Грчко-персијских ратова. Битка се одвијала 27. августа 479. п. н. е. на падинама планине Микала супротно од острва Самос на копну Јоније.
Битка код Микале резултовала је разарањем главних персијских снага у Јонији и уништењем персијске медитеранске флоте. Истог дана је била битка код Платеје, где су Грци такође победили. Персијска војска је била присиљена да напусти Грчку и Јонију и тиме је завршен период персијске владавине у Грчкој.

## Увод
У пролеће 479. п. н. е. разни јонски градови су се побунили против њихових персијских владара. Персијанци су били јачи и претило је сламање побуне, па побуњеници траже грчку помоћ. Састали су се представници неколико јонских градова у Атини са представницима Спарте и Атине. Командант персијских снага у Грчкој Мардоније прети Атињанима ако не остану неутрални. Атина и Спарта одбијају и припремају се за рат. Кад су Мардонијеве снаге дошле до Атине, грађани Атине су се повукли до Саламине. Мардоније је мислио да ће се Атињани предати, па је поставио услове предаје.
Атињани су одбили да се предају.
Спарта је припремала за рат са 5.000 својих војника и 35.000 војника од савезника. У посету им је дошла делегација са Самоса тражећи помоћ.
Покренута је грчка флота од 110 бродова са острва Дел под командом Спартанца Леотихида.

## Битка
Персијанци одлучују да се сукобе са Грцима на копну. Отпловили су до оближњег полуоства Микале источно од града и формирали су зид од својих бродова. Када је стигла грчка флота и нашла празан Самос сматрали су да су Персијанци побегли избегавајући битку. Грци налазе Персијанце на обали са већ оформљеном бојним распоредом. Леотихид је позвао све Грке са Самоса да се не боре у персијској војсци и да током битке издају Персијанце. Персијанци су онда разоружали војнике Грке са Самоса, а њихове непријатеље Грке са Милета су поставили да чувају одступницу, путеве према позадини.
Грци су се искрцали са бродова и спремили се за битку. Спартанци су били на десном крилу, а Атињани на левом. Атињани су први кренули сами у битку. После кратке битке Персијанци су били присиљени да се повуку у тврђаву, коју су претходно припремили. Атињани су заузели и тврђаву. Преживели Персијанци су бежали, а Грци са Милета који је требало да им чувају одступницу су се такође окренули против њих, тако да је мало Персијанаца дошло до Сарда.
Када су стигли Спартанци персијски логор је био опљачкан, а бродови на плажи уништени.

## Резултат
Спартанци су предлагали Атињанима да евакуирају јонске Грке и доведу их у Грчку, јер су сматрали да није вредно труда стално бранити јонске Грке кад год су нападнути. Атињани нису хтели да тако губе своје колоније и прихватају јонске градове у савез против Персије.
Кад су поразили Персијанце, Спартанци су се вратили кући, а јонски градови су ушли у савез са Атином формирајући оно што се може звати Атинским царством. Атињани почињу показивати све већчу независност од Спарте, што ће касније довести до Пелопонеског рата.